# Astragalus globiceps
Astragalus globiceps es una especie de planta del género Astragalus, de la familia de las leguminosas, orden Fabales.

## Distribución
Astragalus globiceps se distribuye por Kazajistán, Turkmenistán, Tayikistán, Uzbekistán, Kirguistán y Afganistán.

## Taxonomía
Fue descrita científicamente por Bunge. Fue publicada en Trudy Imp. S.-Peterburgsk. Bot. Sada 7: 372 (1880).